# Arroyo Barril Airport
Arroyo Barril Airport är en flygplats i Dominikanska republiken. Den ligger i provinsen Samaná, i den östra delen av landet, 100 km nordost om huvudstaden Santo Domingo. Arroyo Barril Airport ligger 27 meter över havet.
Terrängen runt Arroyo Barril Airport är lite kuperad. Havet är nära Arroyo Barril Airport åt sydväst. Närmaste större samhälle är Samaná, 9,8 km öster om Arroyo Barril Airport. 